# Pagar Dewa (Sukau)
Pagar Dewa is een bestuurslaag in het regentschap Lampung Barat van de provincie Lampung, Indonesië. Pagar Dewa telt 2622 inwoners (volkstelling 2010).